# Castiarina nigriventris
Castiarina nigriventris es una especie de escarabajo del género Castiarina, familia Buprestidae. Fue descrita científicamente por Macleay en 1863.